# チャールズ・バーナード (弁務長官)
サー・チャールズ・エドワード・バーナード（Sir Charles Edward Bernard KCSI, 1837年12月21日 - 1901年9月19日）は、イギリスの英領ビルマ弁務長官。

## 生涯
イングランドのブリストルで内科医ジェームズ・フォゴ・バーナードとマリアンヌ・アメリア・ローレンス夫妻の息子として生まれた。ラグビー校、Haileybury and Imperial Service Collegeで教育を受けた。1857年にインド高等文官に合格し、パンジャーブ配属となった。1874年から1877年までCentral Provinces弁務長官を務めた。3年後の1880年7月2日から1883年3月2日まで下ビルマ弁務長官、1886年9月25日から1887年3月12日までビルマ弁務長官を務めた。1887年からロンドンに戻り、歳入・統計・貿易省（Department of Revenue, Statistics and Commerce）、インド省で秘書官を務めた。
1862年にスーザン・カペル・トーニーと結婚し、8人の子供がいた。 
1901年9月19日にフランスのシャモニー＝モン＝ブランで病死した。